# کلمنسی برتن-هیل
کلمنسی برتن-هیل (انگلیسی: Clemency Burton-Hill؛ زادهٔ ۱ ژوئیهٔ ۱۹۸۱) بازیگر، خواننده و روزنامه‌نگار اهل انگلستان است.
از فیلم‌ها یا برنامه‌های تلویزیونی که وی در آن نقش داشته است، می‌توان به روز سنت جرج اشاره کرد.